# Obama (Fukui)
Obama (Japans: 小浜市, Obama-shi, lett. 'klein strand') is een havenstad aan de Wakasa-baai aan de Japanse Zee in de prefectuur Fukui in Japan. De oppervlakte van de stad is 232,85 km² en begin 2009 had de stad ruim 31.000 inwoners.
De stad Obama steunde in 2008 Barack Obama bij de Amerikaanse presidentsverkiezingen. Men hoopte dat dit een positieve invloed zou hebben op het toerisme. De naamsovereenkomst werd door diverse media belicht.

## Geschiedenis
In de Akusaperiode was Obama de hoofdstad van de provincie Wakasa. In de stad zijn nog 130 tempels te vinden; veel daarvan hebben een relatie met de Yamato dynastie.
In de stad is een Chinese en Koreaanse invloed zichtbaar. Vanuit Nara en Kioto was Obama de dichtstbijzijnde natuurlijke haven voor reizigers van/naar China en Korea.
Op 30 maart 1951 werd Obama een stad (shi) na samenvoeging van de gelijknamige gemeente en zes dorpen.

## Economie
De belangrijkste tak van industrie in Obama is de visserij en de visverwerkende industrie. Vanaf de Naraperiode is Obama de leverancier van makreel voor de hoofdstad Nara en Kioto.
Toerisme wordt steeds belangrijker voor de stad.

## Bezienswaardigheden
- Kūin-tempel (空印寺, Kūin-ji). Bij deze tempel ligt een holte die wordt aangemerkt als de sterfplaats van de zeemeermin Yao Bikuni.
- Myotsu-ji-tempel
- Kasteel Obama.

Obama (Fukui)
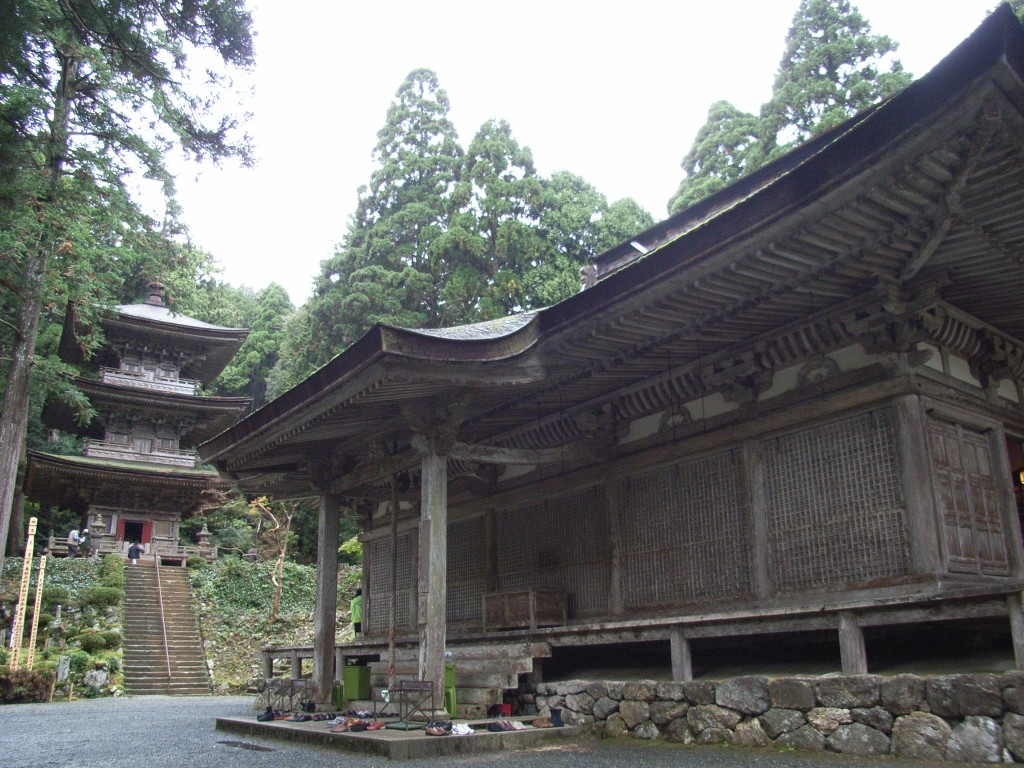
Myotsu-ji Buddhistische tempel
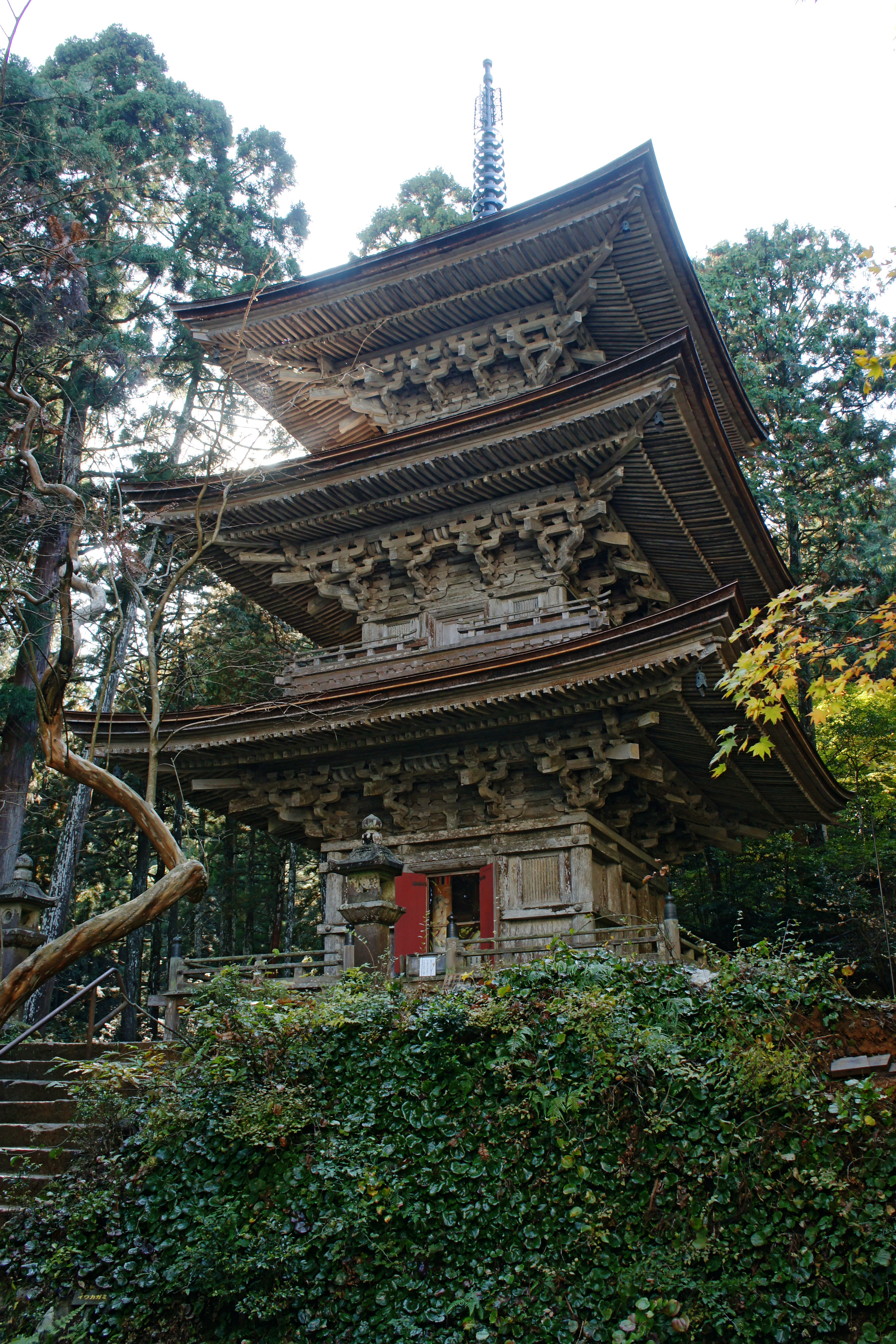
Pagode (sanjū-no-tō) van Myōtsū-ji Buddhistische tempel
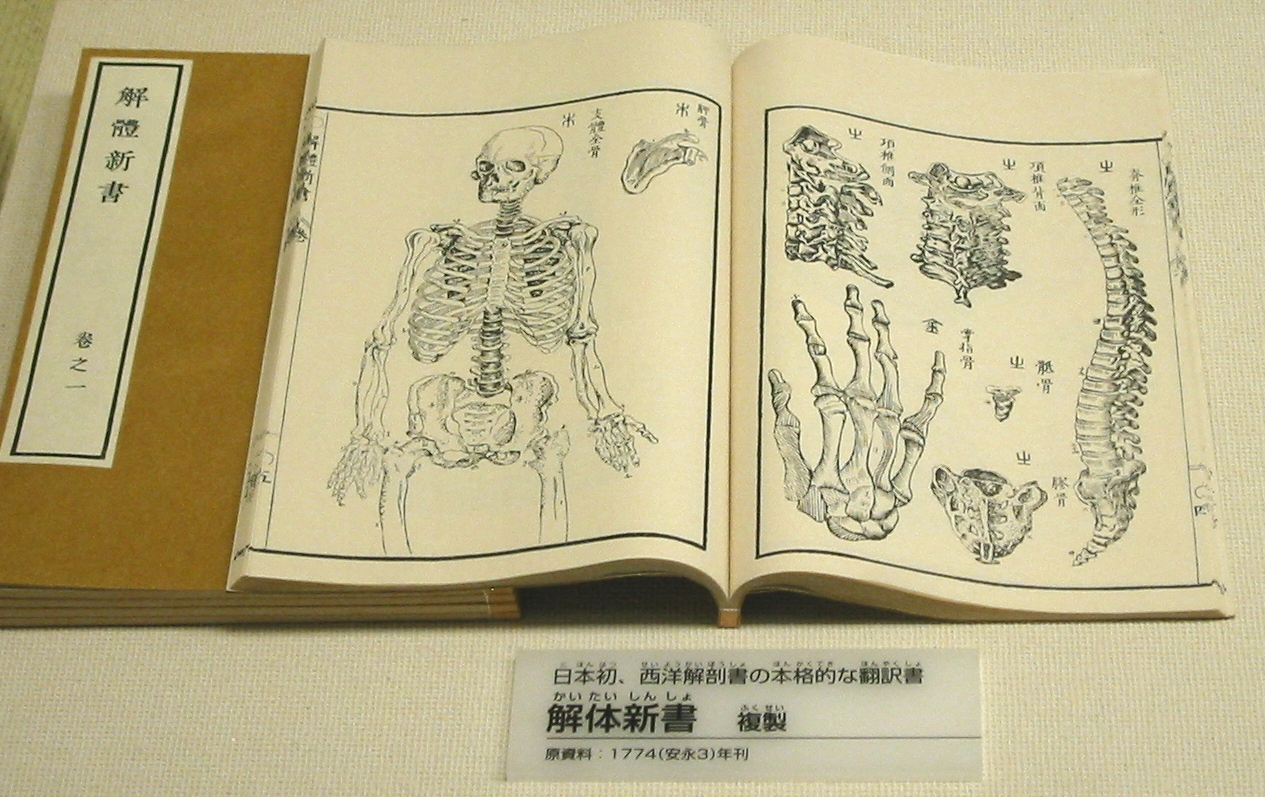
Japanse versie van "Ontleedkundige Tafelen"

## Verkeer
Obama ligt aan de Obama-lijn van de West Japan Railway Company.
Obama ligt aan de Maizuru Wakasa-autosnelweg en aan de autowegen 27 en 162.

## Stedenband
Obama heeft een stedenband met
- Gyeongju, Zuid-Korea, sinds 13 februari 1977
- Xi'an, China, sinds 28 september 2004
- Pinghu, China, sinds 25 april 2006

## Aangrenzende steden
- Takashima

## Geboren in Obama
- Sugita Genpaku (杉田 玄白, Sugita Genpaku), wetenschapper en vertaler van "Ontleedkundige Tafelen" (1774).
- Tsutomu Sakuma (佐久間 勉, Sakuma TSutomo), marineofficier en een van de eerste Japanse onderzeebootkapiteins
- Mamiko Takai (高井麻巳子, Takai Mamiko), J-pop-artieste

## Bekende inwoners
- Muho Nölke, zenmeester